# Lago di Hazar
Il lago di Hazar (in turco: Hazar Gölü, in armeno: Ծովք լիճ, "Covk 'lič"), è un lago tettonico (rift) situato tra le montagne del Tauro, 22 km a sud-est di Elâzığ, notevole per essere la sorgente del Tigri. In passato era conosciuto come lago di Geoljuk.

## Una città sommersa
Archeologi hanno trovato tracce archeologiche risalenti a 4000 anni fa di una città sotto il lago. La città venne sommersa dal lago di Hazar nel 1830. La Turchia vuole registrare la sua storica "Città sommersa" nell'Anatolia orientale nell'elenco del Patrimonio Mondiale dell'UNESCO.
Ebubakar Irmak, sindaco di Sivrice, ha detto che si è tuffato nel lago l'anno scorso e ha visto resti di chiese, mura di un castello, vasi, terraglie e lastre vetrate della cittadella con tracce dei Selgiuchidi, dell'era bizantina e ottomana.